# 김엔젤라
김엔젤라(본명: 김하은, 1984년 7월 5일 ~ )는 대한민국의 방송인이다.

## 학력
- 고려대학교 언론학부 학사
- 고려대학교 언론대학원 언론학 석사